# Estadi Asim Ferhatović Hase
L'Estadi Asim Ferhatović Hase, també conegut amb el nom de Koševo Stadion o Olimpijski Stadion Koševo, és un estadi olímpic situat a la ciutat de Sarajevo (Bòsnia i Hercegovina), utilitzat avui en dia per a partits de futbol.
Actualment és la seu del FK Sarajevo i dels partits internacionals del FK Željezničar.

## Història
El 1946 s'inicià la construcció de l'estadi, que s'inaugurà el 1947, en un turó proper a Sarajevo i que fou anomenat Koševo Stadium. El 1950 se li afegí la pista de tartan i el 1954 es produí el primer partit de futbol internacional entre Iugoslàvia i Turquia. El 1966 fou renovat per primera vegada per tal d'allotjar una competició atlètica dels Balcans, afegint-li un nou edifici d'administració i remodelant els vestidors i restaurant.
L'estadi fou seu dels Jocs Olímpics d'Hivern de 1984 realitzats a Sarajevo, produint-se una remodelació a fons i ampliant la seva capacitat de 18.500 a 50.000 assistents. A partir d'aquest moment passà a anomenar-se Olimpijski Stadion Koševo.
L'any 1998, després de la Guerra de Bòsnia, fou remodelat per tercer cop, fixant la capacitat de l'estadi en 37.500 seients. El juliol de 2004 l'estadi fou reanomenat en honor del jugador de futbol Asim Ferhatović.